# Better Than Ezra
I Better Than Ezra sono un gruppo musicale rock statunitense, originario di New Orleans e attivo dal 1988.

## Formazione
Attuale
- Kevin Griffin – voce, chitarra (dal 1988)
- Tom Drummond – basso, cori (dal 1988)
- Michael Jerome – batteria (dal 2009)

Ex membri
- Joel Rundell – chitarra, cori (1988–1990)
- Travis McNabb – batteria (1996–2009)
- Cary Bonnecaze – batteria, cori (1988–1996)

## Discografia
Album in studio
- 1993 - Deluxe
- 1996 - Friction, Baby
- 1998 - How Does Your Garden Grow?
- 2001 - Closer
- 2005 - Before the Robots
- 2009 - Paper Empire
- 2014 - All Together Now

Raccolte
- 2001 - Artifakt
- 2005 - Greatest Hits

Live
- 2004 - Live at the House of Blues, New Orleans